# Christine Marzano
Christine Marzano (Brooklyn, 5 de septiembre de 1986) es una actriz y modelo estadounidense.

## Carrera
Como modelo, Marzano ha representado a marcas como Christian Dior, YSL, Gucci y Giorgio Armani. Inició su carrera como actriz en 2010 interpretando el papel de Natasha en el filme Working It Out. Dos años después apareció en las películas británicas Seven Psychopaths y Byzantium. En 2013 encarnó a Nora Summers en Paranoia y en 2016 interpretó un pequeño papel en la película Animales fantásticos y dónde encontrarlos. En 2018 interpretó el papel de Jane en el filme de acción Death Race: Beyond Anarchy y un año después apareció en el filme dominicano Qué León.

## Filmografía

### Cine
| Año  | Título                                  | Papel                   |
| ---- | --------------------------------------- | ----------------------- |
| 2010 | Working It Out                          | Natasha                 |
| 2012 | Seven Psychopaths                       | Prostituta              |
| 2012 | Byzantium                               | Sra. Strange            |
| 2013 | Paranoia                                | Nora Summers            |
| 2015 | Dare to Be Wild                         | Charlotte "Shah" Heavey |
| 2016 | Rules Don't Apply                       | Carrie                  |
| 2016 | Fantastic Beasts and Where to Find Them | Exterminadora           |
| 2017 | A Midsummer Night's Dream               | Mustardseed             |
| 2017 | Moss                                    | Mary                    |
| 2018 | Death Race: Beyond Anarchy              | Jane                    |
| 2019 | Eve                                     | Alex Beyer              |
| 2019 | Qué León                                | Carmen                  |

### Televisión
| Año  | Título           | Papel      | Notas       |
| ---- | ---------------- | ---------- | ----------- |
| 2012 | Fashion Star     | Ella misma | 8 episodios |
| 2014 | Anger Management | Ashley     | 1 episodio  |